# Самуил (царь Болгарии)
Самуи́л (болг. Самуил; умер 6 октября 1014) — царь Болгарии (980—1014) из династии Комитопулов.
Фактически стал управлять Болгарией с 971 года в качестве военачальника и соправителя царя Романа, второго сына царя Петра I. После того, как царь Роман в 991 году попал в византийский плен, Самуил стал единовластным царём Болгарии, положив начало династии Комитопулов. Стремясь сохранить независимость своего царства, вёл непрерывные войны с Византийской империей. В первые годы своего правления Самуилу удалось нанести несколько крупных поражений византийцам и пресечь их атаки на свои земли.
В конце X века болгарские войска завоевали сербские земли (княжество Дукля) и провели ряд экспедиций против хорватов и венгров. Но с 1001 года Самуил был вынужден перейти к обороне своих земель от напора византийцев. После того, как Византия вернула себе северо-восточные земли Болгарии, Самуил перенес столицу на территорию современной Северной Македонии. Первоначально определённой столицы не было, но со временем в качестве столицы определился город Охрид. Самуил умер от сердечного приступа 6 октября 1014 года, через два месяца после катастрофического поражения в битве при Клейдионе, и Болгария была полностью покорена византийцами четыре года спустя.
Во время правления Самуила Болгарское царство занимало большую часть Балканского полуострова, за исключением Фракии. Хотя правление Самуила ознаменовало падение Первого Болгарского царства, он считается в Болгарии и Северной Македонии национальным героем. Его заслуги были оценены даже его противниками-византийцами: Иоанн Геометр написал стихотворение, в котором сравнил Самуила с кометой.

## Биография

### Происхождение
О ранних годах Самуила известно очень мало. Надпись Самуила, найденная на камне близ озера Преспа в Македонии, а также данные Иоанна Скилицы указывают, что отцом Самуила был Никола, а матерью — Рипсимия. Её имя, по преобладающему мнению исследователей, говорит об армянском происхождении Рипсимии. По данным источников, Никола занимал пост губернатора (Иоанн Скилица использует в этом случае термин comit — этот титул означал главу комитата, административной единицы, на которые Болгария была поделена в середине IX века). Предполагается, что Никола управлял крупной областью с центром в Средеце. Он, вероятно, находился в близком родстве с правящей Крумской династией.
Предположительно, Самуил, в соответствии с болгарским обычаем, имел второе имя Стефан, однако достоверность упоминающих об этом источников оспаривается.
Никола, вероятно, умер до 970 года.

### Болгария в 968—976 годах
В 968 году на болгарские земли на северо-востоке напала русская дружина во главе с князем Святославом. Болгарский царь Пётр I умер 30 января 969 года В том же году Святослав был вынужден вернуться на родину, которая страдала от набега печенегов. Летом 969 года он предпринял вторую экспедицию через Дунай.
Самое раннее упоминание комитопулов в средневековых хрониках встречается у Иоанна Скилицы. По его словам, Давид, Моисей, Аарон и Самуил,  «одни из самых влиятельных комитов, начали мятеж в Болгарии, что потребовало возвращения царей Бориса и Романа на родину» . Этим данным было уделено много внимания в контексте популярных среди историков конца XIX века (Константин Иречек, Дринов) дискуссий о том, что так называемая Западно-болгарская держава отделилась от царства Петра. Другие историки (Розен, Ферлуга) считают данные Иоанна Скилицы вымышленными или основанными на недостоверных источниках, а третьи (Пириватрич) не отрицают достоверность хроники Иоанна Скилицы, однако предпочитают не использовать её в качестве источника информации о политической роли Самуила и его братьев в событиях 969—971 годов. При всей спорности некоторых оценок у болгарских историков не вызывает сомнений, что действия братьев-комитопулов в эти смутные годы были направлены на сохранение болгарской государственности.
Сведений о возвращении Бориса и его брата Романа в Преслав сохранилось немного. Известно, однако, что после захвата столицы Болгарии в 971 византийским императором Иоанном Цимисхием болгарский царь сохранил свой титул. Это означает, что после падения Преслава, вероятно, между Болгарией и Русью было заключено соглашение о совместных действиях против Византии.
Во время второй экспедиции через Дунай Святослав рассчитывал завоевать Константинополь. Его войска стремительно продвигались на юг, что стало серьезной угрозой для Византии. Болгарские воины присоединились к дружине Святослава, однако союзное войско было разгромлено византийцами в 970 году под Аркадиополем.
Принимали ли участие в этом походе братья-комитопулы, сказать трудно. Несомненно лишь то, что их антивизантийская позиция пользовалась широкой поддержкой среди болгар. Их популярности позднее способствовало участие в спасении болгарского патриарха Дамиана после падения Преслава летом 971 года. Итогом войны с Византией стало изгнание Святослава из Дунайского региона и завоевание византийцами восточной Болгарии (царь Борис был доставлен в Константинополь и публично развенчан).
О периоде 971—976 годов летописи не упоминают. Сведения о принятии германским императором Оттоном I болгарских послов в марте 973 году в Кведлинбурге нельзя принимать в качестве подтверждения уже установленных политических и международных связей комитопулов с западными державами. Недостаточность источников об этих пяти годах позволяет с определённой долей уверенности говорить лишь о форме правления на болгарских землях. Предполагается, что четыре брата поделили оставшиеся независимыми западные земли между собой. Давид правил болгарами в Фессалии и южной Македонии. Второй брат, Моисей, поселился в Струмице, третий брат, Аарон, взял власть над Средецем. Наконец, младший брат, Самуил, правил Видином (по данным Б. Златарски — Преспой)). Считается, что основной целью братьев было укрепление государства и возвращение утраченных болгарские земель, а Самуилу было поручено подготовить освобождения болгарских земель на северо-востоке.

### Правление совместно с братьями-комитопулами
Благоприятный момент для комитопулов настал в начале 976 года, когда умер византийский император Иоанн Цимисхий. Воспользовавшись сумятицей в Византии, вызванной восстанием губернатора Месопотамии Вардой Склиром против молодого императора Василия II, болгары начали своё наступление на балканские провинции империи.
По мнению некоторых медиевистов, болгары сразу после смерти Цимисхия подняли восстание в северо-восточной Болгарии против византийского владычества. Восстание возглавили местные аристократы Петр и Боян. Во время восстания византийские наместники были изгнаны, а население признало власть братьев-комитопулов — Моисея, Давида, Аарона и Самуила. Эта версия об освобождении северо-восточной Болгарии от византийского владычества подверглась жесткой критике после изучения византийских печатей во время археологических раскопок в Преславе. Эти печати показывают, что византийская администрация продолжала работать на этих землях по крайней мере до августа 986 года.
Вскоре после освобождения территорий от реки Дунай до гор Стара-Планина болгары проникли на задунайские земли. Византийские войска в этих местах не были подготовлены к войне и вскоре капитулировали.
Совместное правление братьев продолжалось недолго. Моисей осаждал крепость Серес, но случайно брошенный со стен камень убил его на месте.
Давид погиб при странных обстоятельствах около города Преспы. Он был убит наемными убийцами. Некоторые историки строят неподтверждённые гипотезы, что это случилось по приказу Самуила.

### Соправитель царя Романа
Около 978 года сыновья царя Петра — Борис и Роман, плененные византийцами при взятии Преслава в 971 году, смогли вернуться в Болгарию при не до конца выясненных обстоятельствах. На границе Борис был по недоразумению убит болгарской пограничной охраной, введенной в заблуждение его византийской одеждой. Его брат Роман смог объяснить, кто он есть, и был отправлен к Самуилу в Видин, где Самуил признал его царём. Предполагается, что реальная власть оставалась в руках Самуила, который официально являлся военачальником Романа. Роман же, оставив светское правление в руках Самуила, стал заниматься церковными делами.
Вскоре после этого Самуил выступил против Византии и дошел с войсками до Пелопоннеса.
После смерти Давида и Моисея Аарон остался старшим из братьев. Он правил болгарскими землями, находившимися ближе к Фракии. Император Василий II решил заключить с ним соглашение. Аарон согласился вступить в переговоры. При этом мотивы его действий неясны: возможно, Аарон хотел остановить войну с Византией и добиться мира, а возможно, стремился получить единоличную власть на болгарских землях и устранить Самуила.
Соглашение между Аароном и Василием II должно было быть обеспечено династическим браком — Аарон решил жениться на сестре императора. Из Константинополя к болгарам был отправлен севастийский митрополит, сопровождавший знатную невесту. Однако на самом деле за сестру императора выдавали неизвестную женщину, и после того, как мошенничество было раскрыто, византийский митрополит был сожжен заживо. Когда византийский император понял, что его хитрость не удалась, он собрал армию и направился через перевал Траяновы Врата и осадил Средец. Осада длилась 20 дней и обернулась для византийцев разгромом. Болгары сожгли осадные машины и блокировали доставку продовольствия к осаждающим. Император решил отступить к Филиппополю, но 17 августа 986 года в Ихтиманском ущелье был атакован болгарскими войсками под командованием Самуила. Почти вся византийская армия была уничтожена. Сам император чудом спасся.
Тайные переговоры Аарона с Василием II привели к разладу между братьями — Самуил обвинил Аарона в государственной измене. В результате 14 июня 987 года произошла битва при Дупнице, в которой Аарон погиб (или, возможно, был убит по приказу Самуила). Также была казнена вся семья Аарона, за исключением его сына Ивана Владислава, за которого заступился Гавриил Радомир (сын Самуила). После смерти Аарона вся Болгария оказалась под властью Самуила.
Когда в 986 году в Византии вспыхнуло новое восстание, болгары решили воспользоваться моментом и захватить Салоники, невзирая на то, что там находился большой вражеский гарнизон. После ряда сражений к 989 году Эпир, окрестности Салоник и крепости Берия и Сервия были присоединены к Болгарии, которая таким образом получила выход к трем морям — Чёрному, Эгейскому и Адриатическому
В 989 году беспорядки в Византии закончилась, повстанцы потерпели поражение, а ссора императора с Вардой Склиром закончилась помилованием последнего. После этого Василий II смог сконцентрироваться на борьбе с болгарами. В 991 году Роман снова попал в византийский плен.
Война на Балканах закончилась в 995 году: Византию атаковали Фатимиды, и Василий II на время прекратил борьбу с болгарами. Это позволило Самуилу вернуть утраченные территории и снова атаковать Салоники. Против него выступил сын наместника Салоник Ашот Таронит, который был разбит и пленен болгарскими войсками. Самуил решился штурмовать Салоники и для этого предусмотрительно разделил свою армию на несколько частей и подготовил засаду. Затем он напал на город с небольшим отрядом, который был быстро побежден дукой Григорием. Григорий, посчитав бегство болгар истинным, опрометчиво бросился в погоню, но попал в засаду, его армия была разбита а сам он погиб в бою.
После взятия Салоник Самуил прошел через Фессалию и, пройдя Фермопильским проходом, вторгся в Аттику и Пелопоннес.
Обеспокоенный этим событиями, Василий II направил против болгар полководца Никифора Урана. В 996 году болгарское войско вблизи реки Сперхий столкнулось с византийской армией. К тому времени река разлилась, и две армии стояли на берегах напротив друг друга. Ночью византийцы нашли брод и атаковали лагерь болгар, когда те спали. Битва превратилась в резню, Самуил и его сын Гавриил Радомир были ранены и едва сумели спастись. Никифор Уран пленил 12 000 болгар, и Болгария на какое-то время осталась без людских ресурсов для продолжения войны.

### Правление в качестве царя
В 997 году стало известно, что пленённый болгарский царь Роман умер в катакомбах Константинополя. С его смертью пресеклась Крумская династия. В результате ближайшим родственником угасшей династии оказался Самуил, находившийся в родстве с царём Симеоном I. В том же году Самуил провозгласил себя царём Болгарии. Своей столицей он избрал Охрид. Старинную крепость он полностью перестроил. С тех пор она носит его имя — Самуилова Твердыня.
Новая династия Самуила должна была получить международное признание. Поскольку отношения между болгарами и византийцами были напряженными, Самуил добился благословения не константинопольского патриарха, а папы римского, который провозгласил его императором (царём) болгар.

#### Война с сербами
Провозгласив себя царём, Самуил начал войну с сербами в 998 году, вероятно, чтобы предотвратить их возможный союз с византийцами.
С началом болгарского вторжения сербский князь Иван Владимир увёл свою армию в горы. Самуил оставил часть войск в предгорьях, а с основным войском осадил Улцинь. Иван Владимир получил от Самуила предложение сдаться на почётных условиях, на что князь согласился. Иван Владимир был сослан в Преспу, после чего болгары завоевали Котор и Далмацию, дошли до Дубровника, но взять город не смогли, после чего Самуил отправился покорять Боснию и Рашку.
Позже Иван Владимир женился на дочери Самуила — Теодоре Косаре, и вернулся в Зету в качестве вассала болгарского правителя. Этим событиям посвящён старейшей сербский роман «Иван и Косара», написанный в XIII веке.

#### Династические браки
После устройства брака Теодоры и Ивана Владимира Самуил организовал «брачную сделку» своей дочери Мирославы и находящегося в болгарском плену Ашота Таронита. После свадьбы Ашот стал губернатором Драча. Этот шаг был направлен на укрепление южных границ Болгарского царства.
Самуил также вступил в союз с венграми, устроив брак своего сына Гавриила Радомира и дочери венгерского правителя Гезы.

#### Война с Византией
В то время как Самуил находился в Сербии, формировавшаяся в течение 3 месяцев византийская армия во главе с Никифором Ураном начала систематически разорять болгарские земли.
В 1001 году Василий II направил свои войска через горы Стара-Планина и взял Плиску, Преслав и Силистру. Войска императора продолжили наступление, пока не заняли всю северо-восточную Болгарию.
В 1002 году византийцы направились в южные районы Болгарии, чтобы вернуть себе Фессалию. Когда они дошли до крепости Верея, начальник гарнизона Добромир не просто сдал крепость, а даже вместе с солдатами перешёл на их сторону. Крепость Колидрон также сдалась без боя. Лишь Сервия и её комендант Никулицес оказала сопротивление, но когда враг проник за стены, также капитулировала. Василий II с почётом отправил Никулицеса в Константинополь, где он за храбрость был удостоен звания патриция, чтобы привлечь его на византийскую сторону, но он бежал и вернулся к Самуилу, с которым стал планировать оборону. В конце года болгары напали на крепость Сервия, но атака была отбита, а Никулицес попал в плен.
Василий II продолжал боевые действия в Македонии и вскоре пришёл к Водену. После продолжительной осады город был взят.

#### Война с Венгрией и новое наступление Византии
После свадьбы сына Самуила Гавриила Радомира и дочери венгерского короля Гезы Маргариты между венграми и болгарами установились дружеские отношения. Но после смерти Гезы Самуил поддержал его братьев Дьюлу и Коппаня, правивших приграничными с болгарами землями. Противник Дьюлы и Коппаня, сын Гезы Иштван I, вступив на престол, решил расторгнуть брак между Гавриилом Радомиром и своей сестрой. Началась междоусобная война между королём и братьями Гезы, в ходе которой венгры не раз пересекали границу и разоряли болгарские земли на северо-западе. Это осложнило и без того трудное положение Самуила. В 1002 году византийцы восемь месяцев осаждали Видин, пока крепость не пала из-за измены местного митрополита.
В 1003 году болгары решили пойти ва-банк: направили войска против Адрианополя, чтобы заставить византийцев снять осаду Видина. Однако Василий II понял, что это уловка, и продолжил осаду Видина. Самуил, в свою очередь, не стал продолжать движение к столице, не желая рисковать и углубляться на вражескую территорию. В то же время венгерские королевские войска разбили Дьюлу и Коппаня, после чего болгары стали постепенно терять контроль над северными землями.
Василий II решил воспользоваться этой ситуацией и летом 1003 года при поддержке венгерских войск направил свои войска на юг. Император вскоре подошел к Скопье. Сюда же подошла армия Самуила. Две армии оказались лицом к лицу, но были разделены водами реки Вардар. Здесь болгарский царь повторил ошибку, совершенную им в битве на реке Сперхий. Византийцы нашли брод, разбили болгарскую армию и захватили Скопье. После этого император направил свои силы против крепости Перник, гарнизоном которой командовал болгарин Кракра — опытный воин и стратег. Византийская армия понесла тяжелые потери и была вынуждена отступить от стен крепости. В итоге Василий II вернулся в Константинополь, а через некоторое время болгары смогли вернуть себе Скопье .
В 1004 году Самуил воспользовался тяжелыми потерями византийцев в битвах за Перник и напал на Салоники. Взять город не удалось, но удалось пленить византийского командира Иоанна Халду. Однако потери болгар были внушительны, что имело негативные последствия в последующие четыре года.
После серии военных неудач Самуила многие командиры стали покидать царя. В 1005 году армянин Ашот, зять Самуила, тайно встретился с императором и сдал ему Драч и окрестные территории.
С 1006 года боевые действия между болгарами и византийцами шли безостановочно. В 1009 византийские войска разбили болгарскую армию при Крете, но Василию II не удалось воспользоваться этой победой. Положение оставалось неясным, пока в 1013 году император не развернул масштабную кампанию против болгар, чьи силы были истощены и рассредоточены.

#### Смерть
Исход войны был решен 29 июля 1014 года. Полный решимости прекратить атаки византийцев, Самуил возвёл мощные укрепления в районе деревни Ключ (Клейдион) (близ горного хребта Беласица). Василий II предпринял несколько попыток штурмовать укрепления, но безуспешно. Византийские войска были готовы отступить, когда полководец Никифор Ксифий обнаружил способ преодолеть защитную стену и напасть на болгар с тыла. Византийские хроники сообщают, что имперские войска нанесли болгарам сокрушительное поражение и захватили в плен порядка 15 000 солдат. Василий II приказал их ослепить и затем отпустить на свободу, оставив в каждой сотне по одному поводырю с одним глазом, чтобы отвести их домой. Предполагается, что вид слепой армии, вернувшейся на родину, стал причиной сердечного приступа Самуила и его безвременной кончины 6 октября 1014 года. В 66-й миниатюре в «Хрониках Константина Манассия» в 66 миниатюре, посвященной битве при Беласице (1014 год), есть текст, в котором сообщается о следующей причине смерти Самуила: «и видѣвъ Самоилъ цръ ослѣпеныхъ и̑ ѽ ꙗда ꙋмрѣтꙏ».
За победы над болгарами Василий II был позднее удостоен прозвища «Болгаробойца» (ср.-греч. Βουλγαροκτόνος). Ныне проспекты в Афинах, Салониках и других городах Греции носят имя Василия II Болгаробойцы.
Первое Болгарское царство смогло продержаться ещё 4 года после смерти Самуила, пока не попало полностью под власть Византии. Однако в 1185 году болгарское государство было восстановлено в ходе восстания братьев Асеня и Петра.

### Семья
|       |       |                 |                 |                 |                 |                 |                 |        |        |        |        |                |                | Комит Никола   | Комит Никола   | Комит Никола   | Комит Никола   | Комит Никола | Комит Никола |       |       |           |           |           |           | Рипсимия Армянская | Рипсимия Армянская | Рипсимия Армянская | Рипсимия Армянская | Рипсимия Армянская | Рипсимия Армянская |                 |                 |                 |                 |                 |                 |                |                |                |                |  |  |                        |                        |                        |                        |                        |                        |
|       |       |                 |                 |                 |                 |                 |                 |        |        |        |        |                |                | Комит Никола   | Комит Никола   | Комит Никола   | Комит Никола   | Комит Никола | Комит Никола |       |       |           |           |           |           | Рипсимия Армянская | Рипсимия Армянская | Рипсимия Армянская | Рипсимия Армянская | Рипсимия Армянская | Рипсимия Армянская |                 |                 |                 |                 |                 |                 |                |                |                |                |  |  |                        |                        |                        |                        |                        |                        |
|       |       |                 |                 |                 |                 |                 |                 |        |        |        |        |                |                |                |                |                |                |              |              |       |       |           |           |           |           |                    |                    |                    |                    |                    |                    |                 |                 |                 |                 |                 |                 |                |                |                |                |  |  |                        |                        |                        |                        |                        |                        |
|       |       |                 |                 |                 |                 |                 |                 |        |        |        |        |                |                |                |                |                |                |              |              |       |       |           |           |           |           |                    |                    |                    |                    |                    |                    |                 |                 |                 |                 |                 |                 |                |                |                |                |  |  |                        |                        |                        |                        |                        |                        |
| Давид | Давид | Давид           | Давид           | Давид           | Давид           |                 |                 | Мойсей | Мойсей | Мойсей | Мойсей | Мойсей         | Мойсей         |                |                | Аарон          | Аарон          | Аарон        | Аарон        | Аарон | Аарон |           |           | Самуил    | Самуил    | Самуил             | Самуил             | Самуил             | Самуил             |                    |                    |                 |                 |                 |                 | Косара (Агата)  | Косара (Агата)  | Косара (Агата) | Косара (Агата) | Косара (Агата) | Косара (Агата) |  |  |                        |                        |                        |                        |                        |                        |
| Давид | Давид | Давид           | Давид           | Давид           | Давид           |                 |                 | Мойсей | Мойсей | Мойсей | Мойсей | Мойсей         | Мойсей         |                |                | Аарон          | Аарон          | Аарон        | Аарон        | Аарон | Аарон |           |           | Самуил    | Самуил    | Самуил             | Самуил             | Самуил             | Самуил             |                    |                    |                 |                 |                 |                 | Косара (Агата)  | Косара (Агата)  | Косара (Агата) | Косара (Агата) | Косара (Агата) | Косара (Агата) |  |  |                        |                        |                        |                        |                        |                        |
|       |       |                 |                 |                 |                 |                 |                 |        |        |        |        |                |                |                |                |                |                |              |              |       |       |           |           |           |           |                    |                    |                    |                    |                    |                    |                 |                 |                 |                 |                 |                 |                |                |                |                |  |  |                        |                        |                        |                        |                        |                        |
|       |       |                 |                 |                 |                 |                 |                 |        |        |        |        |                |                |                |                |                |                |              |              |       |       |           |           |           |           |                    |                    |                    |                    |                    |                    |                 |                 |                 |                 |                 |                 |                |                |                |                |  |  |                        |                        |                        |                        |                        |                        |
|       |       | Катун Анастасия | Катун Анастасия | Катун Анастасия | Катун Анастасия | Катун Анастасия | Катун Анастасия |        |        |        |        | Теодора Косара | Теодора Косара | Теодора Косара | Теодора Косара | Теодора Косара | Теодора Косара |              |              |       |       | Мирослава | Мирослава | Мирослава | Мирослава | Мирослава          | Мирослава          |                    |                    |                    |                    | Гавриил Радомир | Гавриил Радомир | Гавриил Радомир | Гавриил Радомир | Гавриил Радомир | Гавриил Радомир |                |                |                |                |  |  | сестра Иштвана Святого | сестра Иштвана Святого | сестра Иштвана Святого | сестра Иштвана Святого | сестра Иштвана Святого | сестра Иштвана Святого |
|       |       | Катун Анастасия | Катун Анастасия | Катун Анастасия | Катун Анастасия | Катун Анастасия | Катун Анастасия |        |        |        |        | Теодора Косара | Теодора Косара | Теодора Косара | Теодора Косара | Теодора Косара | Теодора Косара |              |              |       |       | Мирослава | Мирослава | Мирослава | Мирослава | Мирослава          | Мирослава          |                    |                    |                    |                    | Гавриил Радомир | Гавриил Радомир | Гавриил Радомир | Гавриил Радомир | Гавриил Радомир | Гавриил Радомир |                |                |                |                |  |  | сестра Иштвана Святого | сестра Иштвана Святого | сестра Иштвана Святого | сестра Иштвана Святого | сестра Иштвана Святого | сестра Иштвана Святого |

## Могила
В 1969 году греческий археолог профессор Николаос Муцопулос производил раскопки в базилике «Свети Ахил» на одноименном острове на озере Микра-Преспа и обнаружил в правом нефе четыре захоронения, три из которых были разграблены в средние века. Несмотря на отсутствие обозначений, Муцопулос предположил, что это могилы Самуила, его племянника и последнего правителя Первого Болгарского царства Ивана Владислава, его сына Гавриила Радомира и зятя Ивана Владимира.
Антропологическое исследование останков Самуила показало, что это был человек примерно 1.60 метра ростом и умер он в возрасте около 70 лет. Ученые установили, что его левый локоть был сломан, и кость срослась под углом 140°
Сегодня останки царя находятся в лаборатории профессора Муцопулоса в Салониках. Профессор готов обменять их на несколько древних византийских манускриптов, находящихся в Болгарии.

## Историография бывшей Югославии и Северной Македонии
Хотя столицей царство Самуила являлся Охрид, который сам по себе был в то время одним из важных культурных центров Первого Болгарского государства, в бывшей Югославии считается, что это государство было не совсем болгарским. Сербская историография обычно описывает царство Самуила как царство македонских славян, подразумевая преобладание среди них сербов. Югославский византолог Георгий Острогорский, хоть и признает, что созданное Самуилом государство политически и религиозно было связано с царством Симеона и Петра, все же утверждает, на самом деле это была Македонская империя, существенно отличавшаяся от бывшего болгарского царства. Этот тезис по сей день широко представлен в современной историографии Северной Македонии.

## Битольская надпись
Битольская надпись была найдена в декабре 1956 года при сносе мечети в македонском городе Битола, построенной, вероятно, из камней Битольской крепости. В надписи племянник Самуила царь Иван Владислав утверждает, что организовал ремонт крепости, чтобы «спасти жизни болгар». Там же упоминаются наиболее славные победы Самуила.

### Пограничный камень царя Самуила
25 марта 2004 года в результате полицейской операции около деревни Самуилово был задержан камень представляющий историческую и национальную ценность Болгарского государства. На камне после изучения учеными расшифрована надпись, которая гласит: «Самуил в Христа Бога верный царь и самодержец всем болгарам».
После изучения достоверности камня было определено вывести камень из музея города Благоевграда в Софию. Однако на пути полицейских встала «живая» стена из несогласных благоевградчан. Полицейские наложили блокаду, которая была снята после того как к митингующим присоединился мэр города Благоевграда — Лазар Причкапов.

## Самуил в художественной литературе
Личность царя Самуила и его эпоха нашли отражение в произведениях болгарских писателей и поэтов .
Так, в трилогии Самуил, царь болгарский Димитр Талев активно использовал ряд исторических источников:
В своем романе я использую практически все факты, установленные исторической наукой. Я хотел, чтобы мой роман имел не только познавательное значение, но и оградил историческую правду от посягательств некоторых македонских лжеисториков, пытающихся фальсифицировать историю ...
Шестой том серии «Сказания в 15 томах» Антона Дончева посвящён царствованию царя Самуила. Он назван «Сказание о времени Самуила» и поделен на две книги. О болгарском царе пишет Стефан Цанев в первом томе своих «Болгарских хроник».
Битва при деревне Ключ упомянута в стихотворениях Ивана Вазова «Опълченците на Шипка» и «Не даваме я»..

## Память
В честь царя Самуила названы:
- Самуил, село в северо-восточной Болгарии;
- Цар-Самуил, село в северо-восточной Болгарии;
- Самуил, нос на острове Ливингстон, Антарктика;
- «Цар Самуил», стадион в Петриче;
- Самуилово, четыре болгарских села;
- Самоилово, село в Македонии.
- Самуилова Твердыня, крепость в Северной Македонии.

## Комментарии
1. ↑  Еще к вопросу о происхождении Самуила. Имя Рипсимия (по-армянски Хрипсима) было распространено среди армян, как и имена Давид, Моисей, Аарон и Самуил. На основании этого армянский летописец Степан Таронци утверждает, что Самуил и его братья родились в Держане (Армения) (См.: Adontz, N (1938). «Samuel l’Armenien, roi des Bulgares». MAR Bclsmp (39): p. 37.).
2. ↑  По словам российского летописца Нестора, столица болгарского государства Преслав была оккупирована Святославом.
3. ↑  Дата смерти Петра достоверно не установлена, но бесспорно, что она наступила ранее 970 года. (см. Косев, Петров, Тъпкова-Заимова, 1981, стр. 389—397). Считается, что он умер в начале 969 года (см. Пириватрич, Самуиловата държава, София 2000, стр. 55, 80).
4. ↑  Борис и Роман находились, вероятно, с 963 года в качестве заложников в Константинополе (см. Златарски, 1971, стр. 543—545).
5. ↑  В том же духе высказываются Божилова и Гюзелев: по их словам, к примеру, Борис и Роман не были заложниками византийцев (см. Божилов, Гюзелев, 1999, стр. 295, 305).
6. ↑  О боевых действиях между Болгарией и Россией в 969 году, в том числе о тех, в ходе которых Преслав попал в руки русских, ничего не известно (см. Fine , 1983, с 184 и Златарски, 1971 , стр. 571—572).
7. ↑  Златарски, Петров, Антоляк и другие считают, что этими послами были сами братья-комитопулы, Пириватрич же утверждает, что ими могли быть и представители болгар, проживавших к северу от Дуная или послы царя Бориса(см. Пириватрич, 2000, стр. 71-72).
8. ↑  В том числе В. Златарски (История на българската държава през следните векове, т. I, ч. 2, с. 611—612 Архивная копия от 16 сентября 2019 на Wayback Machine)
9. ↑  П. Петров, «Восстание Петра и Бояна». Некоторые авторы указывают, что Борис и Роман бежали из византийского плена (см. Андреев, 1999). Другие считают, что византийцы сознательно позволили им бежать, надеясь, что их возвращение вызовет раскол в болгарском лагере (см. Златарски, 1971, стр. 625 срав. с Косев, Петров, Тъпкова-Заимова, 1981, стр. 402—403). По мнению Файна, сохранившиеся данные являются недостаточными для твердого вывода об обстоятельствах, при которых братья покинули Константинополь (см. Fine, 1983, стр. 189).
10. ↑  Златарски считает, что в данном случае летописный Видин следует идентифицировать с Воденом — Эдессой. По его словам, Роман был провозглашен царём именно в Эдессе (см. Златарски, Ч.2, стр. 622—623). Источники, однако, указывают, что Борис и Роман пересекли границу с Болгарией через Ихтиманское ущелье, что делает более вероятно то, что Самуил встретил Романа в «настоящем» Видине.
11. ↑  Среди его инициатив известно основание монастыря Святого Георгия близ Скопье).
12. ↑  Одним из косвенных доказательств этого является, то что именно Самуил перенес в Болгарию мощи святого Ахилла, в честь которого была названа базилика «Свети Ахил».
13. ↑  Вероятно, царь получил эту травму во время битвы на реке Сперхий — в ходе бегства он проехал около 400 миль, чтобы вернуться в Болгарию, и за это время без медицинской помощи рука срослась неправильно.
14. ↑  Продолжение: „В этом романе постановлен важнейший для нас, болгар, вопрос - вопрос о государстве... Роман полон также большими и малыми вопросами о человеке и его жизни, человеческих страстях и угасании человека, его благородных порывах и крушении его мечтаний и стремлений...“